# Jüdischer Friedhof Runkel

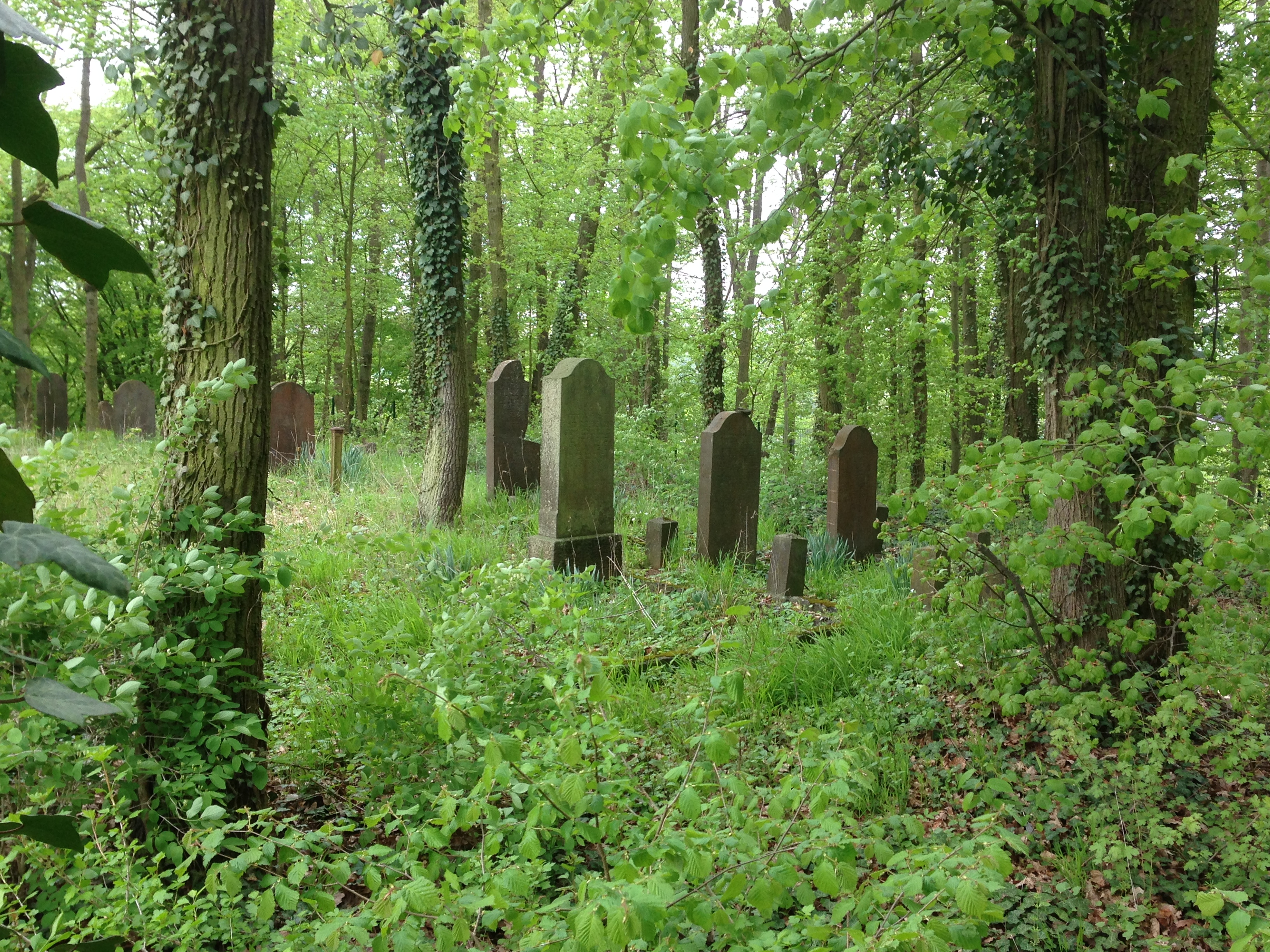
Jüdischer Friedhof in Runkel

Der Jüdische Friedhof in Runkel, einer Gemeinde im mittelhessischen Landkreis Limburg-Weilburg, wurde im 19. Jahrhundert angelegt. Der Jüdische Friedhof nahe der Landstraße nach Ennerich, unmittelbar am Lahnhöhenweg, ist ein geschütztes Kulturdenkmal. 
Die Juden in Runkel, Schadeck, Hofen und Ennerich bildeten bis 1911 eine jüdische Gemeinde, die dann nach Villmar kam. 
Auf dem Friedhof in Form einer Streifenfläche am Steilhang zur Lahn befinden sich etwa 40 bis 50 Grabsteine, die fast alle aus der zweiten Hälfte des 19. Jahrhunderts stammen. Einige davon sind zerstört. 